# Arachniodes ochropteroides
Arachniodes ochropteroides là một loài thực vật có mạch trong họ Dryopteridaceae. Loài này được (Baker) Lellinger miêu tả khoa học đầu tiên năm 1987.